# Manuel Neira
Manuel Alejandro Neira Díaz (Santiago; 12 de octubre de 1977) es un exfutbolista chileno. Jugó como delantero, en el puesto de centrodelantero. Destacó como goleador. Nacido en las divisiones menores de Colo-Colo, en su carrera deportiva militó en ocho clubes extranjeros.

## Trayectoria
Inició su carrera futbolística en las series infantiles de los clubes amateur: "Renacimiento" de la población San Joaquín, en la comuna Pedro Aguirre Cerda y "General Baquedano" de Maipú. 
En este último, fue descubierto por el veedor Mario Herrera, quien lo llevó a Cobresal, donde se mantuvo por seis meses. Posteriormente, Colo-Colo lo contactó y lo llevó a formar parte de las divisiones inferiores del club albo.
Debuta jugando por Colo-Colo en la Primera División en el año 1994. Al año siguiente en 1995 viaja a Brasil a enrolarse en el club São Paulo F.C., donde no logró hacerse un lugar en el plantel titular, regresando rápidamente a Chile. Posteriormente en 1996, el club lo envió a Everton, por no estar considerado en los planes del entrenador paraguayo Gustavo Benítez. Su buen rendimiento en el club viñamarino lo hicieron volver al año siguiente a su club natal, donde logró coronarse campeón en 1997 y 1998.
Su buen rendimiento en el torneo nacional lo llevó a ser nominado por el D T Nelson Acosta para integrar la selección chilena que disputaría la Copa Mundial de Fútbol de 1998, aunque finalmente no jugó un solo partido. Aun así, la Unión Deportiva Las Palmas de España se fijó en el y lo fichó. Debido a que su rendimiento no conformó el club español decidió enviarlo a préstamo a Colo-Colo, donde tras un buen cometido se reintegra al club europeo. Sin embargo, al volver a Las Palmas sufre una grave lesión, rotura de ligamentos de la rodilla, que no le permitió triunfar en España.
Tras su recuperación, el Racing Club argentino lo fichó en el año 2000, donde tuvo una pobre actuación, disputando sólo nueve partidos y marcando solamente dos tantos.
Volvió a Chile, esta vez a Unión Española. Con los hispanos jugó 17 partidos y marcó 11 goles, números que llamaron la atención del América de Cali colombiano, donde nuevamente un bajo rendimiento sumado a una fractura lo hicieron pasar sin pena ni gloria por tierras colombianas. De esta manera retornó a Colo-Colo.
Entre 2002 y 2004 vivió su estadía más larga en el club albo. Ayudó a la obtención del Torneo de Clausura de 2002, titulándose además goleador del certamen con catorce goles. El cartel de goleador le permitió fichar en los Jaguares de Chiapas de México, el 2004, donde nuevamente fracasó.
De regreso a Chile, se integra a Unión Española por segunda vez. Con los hispanos logró una excelente campaña, coronándose campeón en el Torneo de Apertura de 2005, marcando además dos goles en los dos partidos válidos por la final del torneo. No obstante la crisis deportiva que afectaba al club de colonia, Neira siguió marcando con goles, lo que le abrió la puerta para nuevamente insistir con probar suerte en el extranjero.
La mala suerte le jugó una mala pasada. En el primer partido en la Channel One Cup con su nuevo club, el Hapoel Tel Aviv de Israel, fue lesionado gravemente por el jugador del PFC CSKA Moscú, Elvir Rahimić. Neira se fracturó gravemente la tibia y sufrió una rotura del ligamento del tobillo derecho, lo que lo dejó fuera de competencia durante toda su estadía en Israel. Tras recuperarse, el equipo de colonia volvió a recibirlo, para posteriormente recibir una oferta desde el fútbol turco: el Gaziantepspor. En este club solamente logró estar unas semanas, ya que no era del gusto de su entrenador, por lo que rápidamente vuelve a su último club, Unión Española, club por el cual el delantero muestra un gran afecto y públicamente ha dicho que es hincha.
En 2010, después de un breve paso por Deportes La Serena y Universidad Católica de Ecuador, volvió nuevamente a Chile, como nuevo refuerzo de Santiago Morning, aunque este traspaso se ejecutó, Neira no pudo disputar ningún partido ya que por un reglamento de la FIFA, prohíbe a un jugador defender 3 equipos en un mismo año, por lo cual fue declarado como un jugador "libre", aunque su pase pertenecía a Santiago Morning.
Durante el verano del año 2011, nuevamente habilitado, ficha por San Luis.
En 2012 vuelve a Santiago Morning, pero esta vez jugando en la Primera B.
Se retiró profesionalmente jugando por Unión San Felipe de la Primera División de Chile. Su alejamiento se apresuró producto de que su ingreso como participante al programa de televisión de canal 13, Pareja perfecta, le valió entrar en polémica con el D.T. del equipo “sanfelipeño” Marco Antonio Figueroa, que lo trató de poco profesional.

## Selección nacional
Ha sido internacional con la selección de fútbol sub-17 de Chile, participando en el Campeonato Sudamericano Sub-17 de 1993 y la Copa Mundial de Fútbol Sub-17 de 1993.
Formó parte del equipo que disputó el Campeonato Sudamericano Sub-17 de 1993 siendo uno de los gestores de la clasificación a la Copa Mundial de Fútbol Sub-17 de 1993, coronándose goleador del torneo con ocho goles. En el Mundial de la categoría, ratificó su rendimiento destacando en el equipo que logró el tercer lugar y anotando cinco goles, uno menos que el goleador del certamen, el nigeriano Wilson Oruma. Todo esto hizo que los medios de comunicación lo proyectaran como "la gran promesa del fútbol nacional".
Con la selección de fútbol sub-20 disputó los Campeonatos Sudamericanos Sub-20 1995 y 1997. Pese a participar en el proceso clasificatorio de 1995, el entrenador Leonardo Véliz decidió no convocarlo para disputar la Copa Mundial de Fútbol Juvenil de 1995.
Con la selección nacional absoluta ha disputado 13 partidos, siendo nominado para la Copa Mundial de Fútbol 1998, a petición de su padrino deportivo Iván Zamorano aunque no disputó ningún partido. También disputó un partido por la Clasificación de CONMEBOL para la Copa Mundial de Fútbol de 2002.
| Torneo                      | Sede     | Resultado  | Partidos | Goles |
| --------------------------- | -------- | ---------- | -------- | ----- |
| Sudamericano Sub-17 de 1993 | Colombia | Subcampeón | 7        | 8     |
| Sudamericano Sub-20 de 1995 | Bolivia  | Tercero    | 6        | 1     |
| Sudamericano Sub-20 de 1997 | Chile    | Sexto      | 9        | 5     |

### Participaciones en Copas del Mundo Sub-17
| Mundial             | Sede  | Resultado    | Partidos | Goles |
| ------------------- | ----- | ------------ | -------- | ----- |
| Mundial Sub-17 1993 | Japón | Tercer lugar | 6        | 5     |

### Participaciones en Copas del Mundo
| Mundial                   | Sede    | Resultado        |
| ------------------------- | ------- | ---------------- |
| Mundial de Fútbol de 1998 | Francia | Octavos de final |

### Participaciones en Clasificatorias a Copas del Mundo
| Eliminatorias                    | Resultado | Posición | Partidos Jugados |
| -------------------------------- | --------- | -------- | ---------------- |
| Eliminatorias Corea y Japón 2002 | Eliminado | 10.º     | 1                |

### Partidos internacionales
| Partidos internacionales | Partidos internacionales | Partidos internacionales                                       | Partidos internacionales | Partidos internacionales | Partidos internacionales | Partidos internacionales | Partidos internacionales | Partidos internacionales | Partidos internacionales         |
| N.º                      | Fecha                    | Estadio                                                        | Local                    | Resultado                | Visitante                | Goles                    | Asistencias              | DT                       | Competición                      |
| ------------------------ | ------------------------ | -------------------------------------------------------------- | ------------------------ | ------------------------ | ------------------------ | ------------------------ | ------------------------ | ------------------------ | -------------------------------- |
| 1                        | 31 de enero de 1998      | Estadio Hong Kong, So Kon Po, Hong Kong                        | Irán                     | 1-1 4-2 p                | Chile                    | Anotado                  |                          | Nelson Acosta            | Carlsberg Cup 1998               |
| 2                        | 4 de febrero de 1998     | Ericsson Stadium, Auckland, Nueva Zelanda                      | Nueva Zelanda            | 0-0                      | Chile                    |                          |                          | Nelson Acosta            | Amistoso                         |
| 3                        | 7 de febrero de 1998     | Estadio Parque Olímpico, Melbourne, Australia                  | Australia                | 0-1                      | Chile                    |                          |                          | Nelson Acosta            | Amistoso                         |
| 4                        | 22 de abril de 1998      | Estadio Nacional, Santiago, Chile                              | Chile                    | 2-2                      | Colombia                 |                          |                          | Nelson Acosta            | Amistoso                         |
| 5                        | 4 de junio de 1998       | Parc des Sports, Aviñón, Francia                               | Marruecos                | 1-1                      | Chile                    |                          |                          | Nelson Acosta            | Amistoso                         |
| 6                        | 17 de febrero de 1999    | Estadio Olímpico Mateo Flores, Ciudad de Guatemala, Guatemala  | Guatemala                | 1-1                      | Chile                    | Anotado                  |                          | Nelson Acosta            | Amistoso                         |
| 7                        | 21 de febrero de 1999    | Lockhart Stadium, Fort Lauderdale, Estados Unidos              | Estados Unidos           | 2-1                      | Chile                    |                          |                          | Nelson Acosta            | Amistoso                         |
| 8                        | 28 de abril de 1999      | Estadio Félix Capriles, Cochabamba, Bolivia                    | Bolivia                  | 1-1                      | Chile                    |                          |                          | Nelson Acosta            | Amistoso                         |
| 9                        | 2 de junio de 2001       | Estadio Defensores del Chaco, Asunción, Paraguay               | Paraguay                 | 1-0                      | Chile                    |                          |                          | Pedro García             | Clasificatorias Corea-Japón 2002 |
| 10                       | 17 de julio de 2001      | Estadio Metropolitano Roberto Meléndez, Barranquilla, Colombia | Colombia                 | 2-0                      | Chile                    |                          |                          | Pedro García             | Copa América 2001                |
| 11                       | 22 de julio de 2001      | Estadio Hernán Ramírez Villegas, Pereira, Colombia             | Chile                    | 0-2                      | México                   |                          |                          | Pedro García             | Copa América 2001                |
| 12                       | 20 de agosto de 2003     | Estadio Minyuan, Tianjin, China                                | China                    | 0-0                      | Chile                    |                          |                          | Juvenal Olmos            | Amistoso                         |
| 13                       | 15 de noviembre de 2006  | Estadio Sausalito, Viña del Mar, Chile                         | Chile                    | 3-2                      | Paraguay                 |                          |                          | Nelson Acosta            | Amistoso                         |
| Total                    | Total                    | Total                                                          | Presencias               | 13                       | Goles                    | 2                        |                          |                          |                                  |

| Selección chilena | Selección chilena | Selección chilena |
| Año               | Partidos          | Goles             |
| ----------------- | ----------------- | ----------------- |
| 1998              | 5                 | 1                 |
| 1999              | 3                 | 1                 |
| 2001              | 3                 | 0                 |
| 2002              | 1                 | 0                 |
| 2006              | 1                 | 0                 |
| Total             | 13                | 2                 |

## Estadísticas

### Clubes
| Club                           | Div.          | Temporada     | Liga  | Liga  | Copas nacionales | Copas nacionales | Torneos internacionales | Torneos internacionales | Total | Total | Media goleadora |
| Club                           | Div.          | Temporada     | Part. | Goles | Part.            | Goles            | Part.                   | Goles                   | Part. | Goles | Media goleadora |
| ------------------------------ | ------------- | ------------- | ----- | ----- | ---------------- | ---------------- | ----------------------- | ----------------------- | ----- | ----- | --------------- |
| Colo-Colo · Chile              | 1.ª           | 1993          | —     | —     | 1                | 0                | —                       | —                       | 1     | 0     | 0.00            |
| Colo-Colo · Chile              | 1.ª           | 1994          | 4     | 0     | 1                | 1                | —                       | —                       | 5     | 1     | 0.20            |
| Colo-Colo · Chile              | 1.ª           | 1995          | 4     | 0     | 2                | 0                | —                       | —                       | 6     | 0     | 0.00            |
| São Paulo · Brasil             | 1.ª           | 1995          | 0     | 0     | 0                | 0                | 0                       | 0                       | 0     | 0     | 0.00            |
| São Paulo · Brasil             | Total club    | Total club    | 0     | 0     | 0                | 0                | 0                       | 0                       | 0     | 0     | 0.00            |
| Everton · Chile                | 2.ª           | 1996          | 21    | 11    | —                | —                | —                       | —                       | 21    | 11    | 0.52            |
| Everton · Chile                | Total club    | Total club    | 21    | 11    | 0                | 0                | 0                       | 0                       | 21    | 11    | 0.52            |
| Colo-Colo · Chile              | 1.ª           | 1997          | 16    | 6     | —                | —                | 9                       | 2                       | 25    | 8     | 0.32            |
| Colo-Colo · Chile              | 1.ª           | 1998          | 6     | 3     | 2                | 0                | 8                       | 3                       | 16    | 6     | 0.38            |
| U. D. Las Palmas · España      | 2.ª           | 1998-99       | 9     | 1     | 7                | 1                | —                       | —                       | 16    | 2     | 0.13            |
| U. D. Las Palmas · España      | Total club    | Total club    | 9     | 1     | 7                | 1                | 0                       | 0                       | 16    | 2     | 0.13            |
| Colo-Colo · Chile              | 1.ª           | 1999          | 8     | 6     | —                | —                | 8                       | 1                       | 16    | 7     | 0.44            |
| Racing Club Argentina          | 1.ª           | 2000          | 9     | 2     | —                | —                | —                       | —                       | 9     | 2     | 0.22            |
| Racing Club Argentina          | Total club    | Total club    | 9     | 2     | 0                | 0                | 0                       | 0                       | 9     | 2     | 0.22            |
| Unión Española · Chile         | 1.ª           | 2001          | 17    | 11    | —                | —                | —                       | —                       | 17    | 11    | 0.65            |
| Deportivo Cali · Colombia      | 1.ª           | 2001          | 9     | 2     | —                | —                | —                       | —                       | 9     | 2     | 0.22            |
| Deportivo Cali · Colombia      | Total club    | Total club    | 9     | 2     | 0                | 0                | 0                       | 0                       | 9     | 2     | 0.22            |
| Colo-Colo · Chile              | 1.ª           | 2002          | 19    | 14    | —                | —                | —                       | —                       | 19    | 14    | 0.74            |
| Colo-Colo · Chile              | 1.ª           | 2003          | 43    | 20    | —                | —                | 5                       | 1                       | 48    | 21    | 0.44            |
| Colo-Colo · Chile              | 1.ª           | 2004          | 20    | 3     | —                | —                | 3                       | 3                       | 23    | 6     | 0.26            |
| Colo-Colo · Chile              | Total club    | Total club    | 120   | 52    | 6                | 1                | 33                      | 10                      | 159   | 63    | 0.40            |
| Jaguares de Chiapas · México   | 1.ª           | 2004          | 11    | 0     | —                | —                | —                       | —                       | 11    | 0     | 0.00            |
| Jaguares de Chiapas · México   | Total club    | Total club    | 11    | 0     | 0                | 0                | 0                       | 0                       | 11    | 0     | 0.00            |
| Unión Española · Chile         | 1.ª           | 2005          | 34    | 20    | —                | —                | —                       | —                       | 34    | 20    | 0.59            |
| Unión Española · Chile         | 1.ª           | 2006          | 32    | 20    | —                | —                | 6                       | 0                       | 38    | 20    | 0.53            |
| Hapoel Tel-Aviv Israel         | 1.ª           | 2006-07       | —     | —     | —                | —                | —                       | —                       | 0     | 0     | 0.00            |
| Hapoel Tel-Aviv Israel         | Total club    | Total club    | 0     | 0     | 0                | 0                | 0                       | 0                       | 0     | 0     | 0.00            |
| Unión Española · Chile         | 1.ª           | 2007          | 19    | 9     | —                | —                | —                       | —                       | 19    | 9     | 0.47            |
| Gaziantepspor Turquía          | 1.ª           | 2007-08       | 1     | 0     | —                | —                | —                       | —                       | 1     | 0     | 0.00            |
| Gaziantepspor Turquía          | Total club    | Total club    | 1     | 0     | 0                | 0                | 0                       | 0                       | 1     | 0     | 0.00            |
| Unión Española · Chile         | 1.ª           | 2008          | 27    | 10    | 4                | 4                | —                       | —                       | 31    | 14    | 0.45            |
| Unión Española · Chile         | 1.ª           | 2009          | 22    | 9     | 2                | 0                | 2                       | 0                       | 26    | 9     | 0.35            |
| Unión Española · Chile         | Total club    | Total club    | 151   | 79    | 6                | 4                | 8                       | 0                       | 165   | 83    | 0.50            |
| Deportes La Serena · Chile     | 1.ª           | 2010          | 7     | 5     | —                | —                | —                       | —                       | 7     | 5     | 0.71            |
| Deportes La Serena · Chile     | Total club    | Total club    | 7     | 5     | 0                | 0                | 0                       | 0                       | 7     | 5     | 0.71            |
| Universidad Católica · Ecuador | 1.ª           | 2010          | 6     | 0     | —                | —                | —                       | —                       | 6     | 0     | 0.00            |
| Universidad Católica · Ecuador | Total club    | Total club    | 6     | 0     | 0                | 0                | 0                       | 0                       | 6     | 0     | 0.00            |
| San Luis · Chile               | 2.ª           | 2011          | 24    | 5     | 8                | 1                | —                       | —                       | 32    | 6     | 0.19            |
| San Luis · Chile               | Total club    | Total club    | 24    | 5     | 8                | 1                | 0                       | 0                       | 32    | 6     | 0.19            |
| Santiago Morning · Chile       | 2.ª           | 2012          | 5     | 2     | —                | —                | —                       | —                       | 5     | 2     | 0.40            |
| Santiago Morning · Chile       | Total club    | Total club    | 5     | 2     | 0                | 0                | 0                       | 0                       | 5     | 2     | 0.40            |
| Unión San Felipe · Chile       | 1.ª           | 2012          | 3     | 0     | 3                | 1                | —                       | —                       | 6     | 1     | 0.17            |
| Unión San Felipe · Chile       | Total club    | Total club    | 3     | 0     | 3                | 1                | 0                       | 0                       | 6     | 1     | 0.17            |
| Total carrera                  | Total carrera | Total carrera | 376   | 159   | 30               | 8                | 41                      | 10                      | 447   | 177   | 0.40            |

### Selecciones
| Selección      | Temporada     | Amistosos | Amistosos | Amistosos | Sudamérica | Sudamérica | Sudamérica | Mundial | Mundial | Mundial | Total | Total | Total  | Media goleadora |
| Selección      | Temporada     | Part.     | Goles     | Asist.    | Part.      | Goles      | Asist.     | Part.   | Goles   | Asist.  | Part. | Goles | Asist. | Media goleadora |
| -------------- | ------------- | --------- | --------- | --------- | ---------- | ---------- | ---------- | ------- | ------- | ------- | ----- | ----- | ------ | --------------- |
| Sub-17 · Chile | 1993          | 5         | 4         | 0         | 7          | 8          | 2          | 6       | 5       | 1       | 18    | 17    | 3      | 0,94            |
| Sub-17 · Chile | Total         | 5         | 4         | 0         | 7          | 8          | 2          | 6       | 5       | 1       | 18    | 17    | 3      | 0,94            |
| Sub-20 · Chile | 1995          | —         | —         | —         | 6          | 1          | 2          | —       | —       | —       | 6     | 1     | 2      | 0,17            |
| Sub-20 · Chile | 1997          | —         | —         | —         | 9          | 5          | 2          | —       | —       | —       | 9     | 5     | 2      | 0,56            |
| Sub-20 · Chile | Total         | 0         | 0         | 0         | 15         | 6          | 4          | 0       | 0       | 0       | 15    | 6     | 4      | 0,40            |
| Adulta · Chile | 1998          | 5         | 1         | 0         | —          | —          | —          | —       | —       | —       | 5     | 1     | 0      | 0,20            |
| Adulta · Chile | 1999          | 3         | 1         | 1         | —          | —          | —          | —       | —       | —       | 3     | 1     | 1      | 0,33            |
| Adulta · Chile | 2000          | —         | —         | —         | —          | —          | —          | —       | —       | —       | 0     | 0     | 0      | 0,00            |
| Adulta · Chile | 2001          | —         | —         | —         | 3          | 0          | 0          | —       | —       | —       | 3     | 0     | 0      | 0,00            |
| Adulta · Chile | 2002          | —         | —         | —         | —          | —          | —          | —       | —       | —       | 0     | 0     | 0      | 0,00            |
| Adulta · Chile | 2003          | 1         | 0         | 0         | —          | —          | —          | —       | —       | —       | 1     | 0     | 0      | 0,00            |
| Adulta · Chile | 2004          | —         | —         | —         | —          | —          | —          | —       | —       | —       | 0     | 0     | 0      | 0,00            |
| Adulta · Chile | 2005          | —         | —         | —         | —          | —          | —          | —       | —       | —       | 0     | 0     | 0      | 0,00            |
| Adulta · Chile | 2006          | 1         | 0         | 0         | —          | —          | —          | —       | —       | —       | 1     | 0     | 0      | 0,00            |
| Adulta · Chile | Total         | 10        | 2         | 1         | 3          | 0          | 0          | 0       | 0       | 0       | 13    | 2     | 1      | 0,15            |
| Total carrera  | Total carrera | 15        | 6         | 1         | 25         | 14         | 6          | 6       | 5       | 1       | 46    | 25    | 8      | 0,54            |
| 1.             |               |           |           |           |            |            |            |         |         |         |       |       |        |                 |

### Resumen estadístico
| Competición           | Partidos | Goles | Promedio | Asistencias | Promedio | G y A | Promedio |
| --------------------- | -------- | ----- | -------- | ----------- | -------- | ----- | -------- |
| Primera División      | 317      | 140   | 0.44     | 54          | 0.17     | 194   | 0.61     |
| Segunda División      | 59       | 19    | 0.32     | 11          | 0.19     | 30    | 0.51     |
| Copas nacionales      | 30       | 8     | 0.27     | 6           | 0.2      | 14    | 0.47     |
| Copas internacionales | 41       | 10    | 0.24     | 5           | 0.12     | 15    | 0.37     |
| Selección absoluta    | 13       | 2     | 0,15     | 1           | 0,08     | 3     | 0,23     |
| Selección sub-20      | 15       | 6     | 0,40     | 4           | 0,27     | 10    | 0,67     |
| Selección sub-17      | 18       | 17    | 0,94     | 3           | 0,17     | 20    | 1,11     |
| Total                 | 493      | 202   | 0.41     | 84          | 0.17     | 286   | 0.58     |

### Tripletes
| Partidos en los que anotó tres o más goles | Partidos en los que anotó tres o más goles | Partidos en los que anotó tres o más goles | Partidos en los que anotó tres o más goles | Partidos en los que anotó tres o más goles | Partidos en los que anotó tres o más goles | Partidos en los que anotó tres o más goles |
| N.º                                        | Fecha                                      | Estadio                                    | Partido                                    | Goles                                      | Resultado                                  | Competición                                |
| ------------------------------------------ | ------------------------------------------ | ------------------------------------------ | ------------------------------------------ | ------------------------------------------ | ------------------------------------------ | ------------------------------------------ |
| 1                                          | 6 de febrero de 1993                       | Hernán Ramírez Villegas, Pereira           | Chile Sub-17 - Bolivia Sub-17              |                                            | 8 - 0                                      | Sudamericano Sub-17 1993                   |
| 2                                          | 29 de abril de 2001                        | Santa Laura, Independencia                 | Santiago Morning - Unión Española          |                                            | 3 - 5                                      | Primera División de Chile 2001             |
| 3                                          | 5 de octubre de 2002                       | Santa Laura, Independencia                 | Santiago Morning - Colo-Colo               |                                            | 1 - 5                                      | Clausura 2002                              |
| 4                                          | 27 de febrero de 2005                      | Santa Laura, Independencia                 | Palestino - Unión Española                 |                                            | 0 - 3                                      | Apertura 2005                              |
| 5                                          | 17 de septiembre de 2005                   | Santa Laura, Independencia                 | Unión Española - Palestino                 |                                            | 4 - 1                                      | Clausura 2005                              |
| 6                                          | 15 de septiembre de 2007                   | Nelson Oyarzún, Chillán                    | Ñublense - Unión Española                  |                                            | 2 - 3                                      | Clausura 2007                              |
| 7                                          | 16 de octubre de 2008                      | Santa Laura, Independencia                 | Unión Española - Santiago Morning          |                                            | 4 - 3                                      | Copa Chile 2008-09                         |

## Palmarés

### Campeonatos nacionales
| Título                     | Club            | País     | Año     |
| -------------------------- | --------------- | -------- | ------- |
| Copa Chile                 | Colo-Colo       | Chile    | 1994    |
| Primera División de Chile  | Colo-Colo       | Chile    | 1997-C  |
| Segunda División de España | UD Las Palmas   | España   | 1999-00 |
| Categoría Primera A        | América de Cali | Colombia | 2001    |
| Categoría Primera A        | América de Cali | Colombia | 2002-A  |
| Primera División de Chile  | Colo-Colo       | Chile    | 2002-C  |
| Primera División de Chile  | Unión Española  | Chile    | 2005-A  |
| Copa de Israel             | Hapoel Tel Aviv | Israel   | 2006-07 |

### Distinciones individuales
| Distinción                                  | Año     |
| ------------------------------------------- | ------- |
| Goleador del Campeonato Sudamericano Sub-17 | 1993    |
| Goleador del Torneo de Clausura             | 2002    |
| Goleador de la Copa Chile                   | 2008-09 |

## Vida privada
Antes de dedicarse al fútbol, siendo menor, vendía "cabritas" (palomitas de maíz) en las calles de Santiago para ayudar a su madre y hermanos.
Estuvo casado con la modelo y animadora de TV Pamela Díaz. Su ceremonia nupcial se celebró el 15 de diciembre de 2006 y fue televisada a todo Chile. Fruto de esa unión, nació Trinidad y Mateo, sus hijos. El matrimonio puso fin a su relación en 2008, tras una infidelidad por parte de Neira.
En 2005, fue procesado por la justicia chilena, debido a la compra de joyas robadas, luego de que su entonces cónyuge, Pamela Díaz, las utilizara en televisión, lo que permitió el reconocimiento de las joyas por parte de quienes habían sido víctimas del robo.
En marzo de 2010, un video suyo, el cual fue grabado con la cámara de un teléfono celular, fue publicado y difundido en internet, donde el futbolista se mostraba masturbándose frente a un espejo en el baño de un camarín. El video habría sido destinado a una exnovia, y seguramente por esa vía llegó a mostrarse masivamente.
A mediados de 2010 se confirma su participación en el Reality Show de TVN, Pelotón, en su quinta temporada, del cual fue el sexto eliminado.
Actualmente trabaja en el Programa CREO, contratado por distintas organizaciones sociales como coaching y profesor entregando su experiencia para el desarrollo de habilidades psicosociales. Además, lidera Esperanza Alba, taller de fútbol para niños con discapacidad organizado por el Club Social y Deportivo Colo Colo.
Actualmente está casado con Francisca Morales, de profesión Tripulante de Cabina.